# Thành Vinh (xã)
Thành Vinh là một xã thuộc huyện Thạch Thành, tỉnh Thanh Hóa, Việt Nam.
Xã Thành Vinh có diện tích 14,9 km², dân số năm 1999 là 5729 người, mật độ dân số đạt 384 người/km².